# Prêmios Rolf Schock
Os Prêmios Rolf Schock foram criados e dotados com o legado do filósofo e artista Rolf Schock (1933–1986). Os prêmios foram inicialmente concedidos em 1993, em Estocolmo, Suécia, e desde então são concedidos a cada dois anos. Cada ganhador recebe atualmente SEK 400.000 (ca. US$ 59.000).
Os prêmios são concedidos em quatro categorias, sendo a premiação decidida por um comitê de três das Academias Reais Suecas:
- Lógica e filosofia (decisão da Academia Real das Ciências da Suécia)
- Matemática (decisão da Academia Real das Ciências da Suécia)
- Artes visuais (decisão da Academia Real de Artes da Suécia)
- Artes musicais (decisão da Academia Real de Música da Suécia)

## Laureados em Lógica e Filosofia
| Ano  | Nome(s)                      | País                       |
| ---- | ---------------------------- | -------------------------- |
| 1993 | Willard Van Orman Quine      | Estados Unidos             |
| 1995 | Michael Dummett              | Reino Unido                |
| 1997 | Dana Scott                   | Estados Unidos             |
| 1999 | John Rawls                   | Estados Unidos             |
| 2001 | Saul Kripke                  | Estados Unidos             |
| 2003 | Solomon Feferman             | Estados Unidos             |
| 2005 | Jaakko Hintikka              | Finlândia                  |
| 2008 | Thomas Nagel                 | Iugoslávia/ Estados Unidos |
| 2011 | Hilary Putnam                | Estados Unidos             |
| 2014 | Derek Parfit                 | Reino Unido                |
| 2017 | Ruth Millikan                | Estados Unidos             |
| 2018 | Saharon Shelah               | Israel                     |
| 2020 | Dag Prawitz e Per Martin-Löf | Suécia · Suécia            |

## Laureados em Matemática
| Ano  | Nome(s)               | País                    |
| ---- | --------------------- | ----------------------- |
| 1993 | Elias Stein           | Estados Unidos          |
| 1995 | Andrew Wiles          | Reino Unido             |
| 1997 | Mikio Satō            | Japão                   |
| 1999 | Yuri Manin            | Rússia                  |
| 2001 | Elliott Lieb          | Estados Unidos          |
| 2003 | Richard Peter Stanley | Estados Unidos          |
| 2005 | Luis Caffarelli       | Argentina               |
| 2008 | Endre Szemerédi       | Hungria/ Estados Unidos |
| 2011 | Michael Aschbacher    | Estados Unidos          |
| 2014 | Yitang Zhang          | Estados Unidos          |

## Laureados em Artes Visuais
| Ano  | Nome(s)                             | País                         |
| ---- | ----------------------------------- | ---------------------------- |
| 1993 | Rafael Moneo                        | Espanha                      |
| 1995 | Claes Oldenburg                     | Suécia/ Estados Unidos       |
| 1997 | Torsten Andersson                   | Suécia                       |
| 1999 | Jacques Herzog e Pierre de Meuron   | Suíça                        |
| 2001 | Giuseppe Penone                     | Itália                       |
| 2003 | Susan Rothenberg                    | Estados Unidos               |
| 2005 | Kazuyo Sejima e Ryūe Nishizawa      | Japão                        |
| 2008 | Mona Hatoum                         | Líbano / Reino Unido         |
| 2011 | Marlene Dumas                       | África do Sul/ Países Baixos |
| 2014 | Anne Lacaton e Jean-Philippe Vassal | França                       |

## Laureados em Artes Musicais
| Ano  | Nome(s)              | País             |
| ---- | -------------------- | ---------------- |
| 1993 | Ingvar Lidholm       | Suécia           |
| 1995 | György Ligeti        | Roménia/ Áustria |
| 1997 | Jorma Panula         | Finlândia        |
| 1999 | Kronos Quartet       | Estados Unidos   |
| 2001 | Kaija Saariaho       | Finlândia        |
| 2003 | Anne Sofie von Otter | Suécia           |
| 2005 | Mauricio Kagel       | Argentina        |
| 2008 | Gidon Kremer         | Letônia          |
| 2011 | Andrew Manze         | Reino Unido      |
| 2014 | Herbert Blomstedt    | Suécia           |